# 내로우캐스팅
협송(狹送) 또는 내로우캐스팅(영어: narrowcasting)은 '브로드캐스팅'(broadcasting, 방송)과 대비되는 말로 다양한 층의 대중이 아닌 지역적, 계층적으로 한정된 대중을 대상으로 하는 정보의 전달을 의미한다. 협송은 지역적, 계층적 등으로 한정된 특정한 대중들을 겨냥하는 니시 마케팅 (niche marketing) 혹은 타겟 마케팅 (target marketing)이라는 전략을 쓴다. 매체로는 주로 텔레비전, 라디오, 인터넷 등이 이용된다. 협송은 일반 대중(mass audience)이 존재하지 않는다는 포스트모더니즘적 사상에 기인한다.
"협송"이라는 말은 또한 지리적인 제한을 받는 대중들 (사무실 직원, 군인들, 회의 참석자) 에게 정보를 전달한다라고 적용될 수도 있다.

## 상업적 응용
마케팅 전문가들은 협송이 아이템을 확실한 소비자들에게 어필할 수 있다는 점에서 협송을 광고 전략으로 쓴다. 예로, 런던의 택시인 블랙캡에는 캡비전이라는 디지털 스크린 네트워트를 이용해, 택시를 타는 승객들을 타겟으로 광고를 내보낸다.

## 같이 보기
- 브로드캐스팅
- 디지털 사이니지
- 운항정보디스플레이시스템(en:Flight information display system, FIDS)
- 제5스크린(영어판)
- 옥외광고
  - 일렉트로닉 사이니지